# 中支那振興
中支那振興，是日本的國策公司，成立於1938年11月7日。1945年結業。該公司的主要職責是負責日本在華中佔領地區的開發，和中支那振興在同一天開業的還有北支那開發。 中支那振興的監督機構是興亞院經濟部，總部位於上海，在東京設有分部。中支那振興下屬企業有：
1. 華中礦業株式会社
2. 華中水電株式会社
3. 上海内河汽船株式会社
4. 華中電氣電信株式会社
5. 上海恆產株式會社（中文名上海恆產股份有限公司[2]）， 該公司的主要業務是日本佔領時期上海市的都市開發，參與了大上海都市建設計畫。[3]
6. 華中都市自動車株式会社
7. 華中水産株式会社
8. 大上海瓦斯株式会社
9. 華中蚕絲株式会社
10. 華中鐵道株式会社
11. 淮南炭礦株式会社
12. 華中鹽業株式会社
13. 中華輪船株式会社
14. 振興住宅組合